# Jack Säuberli
Jack Säuberli (* 6. Dezember 1947 in Möriken-Wildegg) ist ein Schweizer Komponist, Arrangeur, Musikproduzent, Grafiker und Musikverleger. Er benutzt die Pseudonyme Karel Neuhaus, Giaco Pulito, Ivan Petrof und John Clean.

## Leben
Säuberli ist ein Musik-Allrounder, der sich in vielen Sparten der Musik (Klassik, Volks-, Blasmusik und Jazz) bewegt. Bereits als 15-Jähriger leitete er ein Orchester. Er war Mitglied und Saxophonist der Zürcher Band New Five und arbeitete in jener Zeit mit amerikanischen Solisten wie etwa Othella Dallas oder Moses Lamarr. Danach gründete er die „Jack’s Ballroom Band“, aus deren Reihen einige junge Talente den Weg zu bekannten Profi- und Jazzmusiker gemacht haben.
Mit der Produktion Klezmer For Brass’N’Wood hat Säuberli eine weltweit viel beachtete Produktion mit Klezmer-Themen für grosses sinfonisches Blasorchester produziert. Zusammen mit Musikern der Russischen Kammerphilharmonie St. Petersburg und vielen anderen hervorragenden Musikern (mit meist jüdischem Hintergrund) sind im Jahre 2003 zehn Werke für Blasorchester entstanden. Dieses Orchester arbeitet ebenfalls mit Solisten wie Giora Feidman, Sergei Nakariakov und Mischa Maisky zusammen. Aus der Schweiz sind der Akkordeonist Willi Valotti und der Hackbrett-Solist Walter Alder bei Klezmer For Brass’N’Wood dabei. Die Titel dieser Produktion werden in der Zwischenzeit von vielen grossen Blasorchestern (vorwiegend in den USA, Israel und Skandinavien) gespielt. Säuberli komponierte in vergangenen Jahren weit über 600 Titel für Blasorchester, Blaskapellen und Harmoniebesetzungen.
Bei der Teilnahme am Komponisten-Wettbewerb „Jodel plus“, welcher vom Schweizer Radio DRS und Schweizer Fernsehen ausgeschrieben wurde, wählte die Fachjury vier Titel des Komponisten Jack Säuberli aus.
Das grosse Wunderbar-Ensemble mit 100 Interpreten gewann 2009 das grosse Halbfinale der Fernsehsendung Die grössten Schweizer Hits von SF Schweizer Fernsehen.
Seit vielen Jahren komponiert, arrangiert und produziert Säuberli für unterschiedlichste Künstler aus den Bereichen Volksmusik, Pop und Jazz. Als gelernter Grafiker gestaltete er bis heute weit über 1000 Schallplatten- und CD-Cover für viele Formationen und Musikverlage.
Als Illustrator zeichnete er Kinderbücher in Zusammenarbeit mit dem Schauspieler Dietmar Schönherr und illustrierte die Die Sieben Schwaben neu. Er illustrierte für Zeitungen und Zeitschriften wie Blick, SonntagsBlick, Annabelle und gestaltete Bücher für bekannte Buchverlage wie z. B. den AT Verlag.
Mit dem Jodellied Land ob de Wolke, welches Säuberli dem bekannten Jodlerklub Wiesenberg 2017 auf den Leib schrieb, landete er einen Nr. 1 Hit in der Schweizer Hitparade und das Lied war danach viele Wochen lang auf vordersten Plätzen der Schweizer Album-Charts. Das Lied wird inzwischen von vielen Formationen gesungen und wird ebenfalls in England und Amerika in einer englischen Version gesungen.
Im Jahr 2020 komponierte und textete er für die „Bärgjodler Entlebuch“ den Titel Läbesziit und erreichte mit diesem Titel ebenfalls den 3. Platz der Schweizer Album-Charts und Platz 1 in der „Schweizer Hitwelle“.